# جام جهانی فوتبال زیر ۲۰ سال ۲۰۲۵
جام جهانی فوتبال زیر ۲۰ سال ۲۰۲۵ بیست و چهارمین دوره جام جهانی فوتبال زیر ۲۰ سال است، مسابقات قهرمانی بین‌المللی فوتبال جوانان دوسالانه بین‌المللی مردان که توسط تیم‌های ملی زیر ۲۰ سال فدراسیون های عضو فیفا به رقابت می‌پردازد، از زمان شروع آن در سال ۱۹۷۷ به عنوان مسابقات قهرمانی جوانان جهان فیفا شناخته میشود و از ۲۷ سپتامبر تا ۱۹ اکتبر ۲۰۲۵ در شیلی برگزار می شود.
اروگوئه مدافع عنوان قهرمانی است.

## مکان های برگزاری
در ۱۸ دسامبر ۲۰۲۳، پابلو میلاد، رئیس فدراسیون فوتبال شیلی، فهرست اولیه ای را با ۱۲ ورزشگاه در ۱۰ شهر اعلام کرد. پابلو میلاد همچنین اعلام کرد که بین ۴ تا ۶ ورزشگاه توسط فیفا برای مسابقات نهایی انتخاب خواهد شد.
| شهر        | ورزشگاه                            | ظرفیت  |
| ---------- | ---------------------------------- | ------ |
| والپارایسو | ورزشگاه الیاس فیگوئروآ براندر      | ۲۰٬۵۷۵ |
| سانتیاگو   | ورزشگاه ملی خولیو مارتینز پرادانوس | ۴۶٬۶۶۵ |
| رانکاگوا   | ورزشگاه ال تنینته                  | ۱۴٬۰۸۷ |
| تالکا      | ورزشگاه فیسکال د تالکا             | ۱۶٬۰۷۴ |

## تیم ها

### صلاحیت
در مجموع ۲۴ تیم جواز حضور در مسابقات نهایی را کسب می کنند. علاوه بر شیلی، که به طور خودکار به عنوان میزبان راه یافت، ۲۳ تیم دیگر از طریق مسابقات قاره‌ای مجزا راهی این رویداد می‌شوند.

کالدونیای جدید اولین بازی خود را در این مسابقات انجام خواهد داد.
| کنفدراسیون                                        | مسابقات مقدماتی                              | تیم واجد شرایط      | حضور ها | حضور ها | حضور ها | بهترین عملکرد قبلی                          |
| کنفدراسیون                                        | مسابقات مقدماتی                              | تیم واجد شرایط      | مجموع   | اولین   | آخرین   | بهترین عملکرد قبلی                          |
| ------------------------------------------------- | -------------------------------------------- | ------------------- | ------- | ------- | ------- | ------------------------------------------- |
| ای‌اف‌سی (آسیا) (۴ تیم)                             | مسابقات فوتبال زیر ۲۰ سال آسیا ۲۰۲۵          | استرالیا            | ۱۶ بار  | ۱۹۸۱    | ۲۰۱۳    | مقام چهارم (۱۹۹۱, ۱۹۹۳)                     |
| ای‌اف‌سی (آسیا) (۴ تیم)                             | مسابقات فوتبال زیر ۲۰ سال آسیا ۲۰۲۵          | ژاپن                | ۱۲ بار  | ۱۹۷۹    | ۲۰۲۳    | نیمه نهایی (۱۹۹۹)                           |
| ای‌اف‌سی (آسیا) (۴ تیم)                             | مسابقات فوتبال زیر ۲۰ سال آسیا ۲۰۲۵          | عربستان سعودی       | ۱۰ بار  | ۱۹۸۵    | ۲۰۱۹    | یک شانزدهم (۲۰۱۱, ۲۰۱۷)                     |
| ای‌اف‌سی (آسیا) (۴ تیم)                             | مسابقات فوتبال زیر ۲۰ سال آسیا ۲۰۲۵          | کرهٔ جنوبی           | ۱۷      | ۱۹۷۹    | ۲۰۲۳    | نیمه نهایی (۲۰۱۹)                           |
| کاف (آفرقا) (۴ تیم)                               | مسابقات فوتبال زیر ۲۰ سال آفریقا ۲۰۲۵        | TBD                 |         |         |         |                                             |
| کاف (آفرقا) (۴ تیم)                               | مسابقات فوتبال زیر ۲۰ سال آفریقا ۲۰۲۵        | TBD                 |         |         |         |                                             |
| کاف (آفرقا) (۴ تیم)                               | مسابقات فوتبال زیر ۲۰ سال آفریقا ۲۰۲۵        | TBD                 |         |         |         |                                             |
| کاف (آفرقا) (۴ تیم)                               | مسابقات فوتبال زیر ۲۰ سال آفریقا ۲۰۲۵        | TBD                 |         |         |         |                                             |
| کونکاکاف (آمریکای شمالی، مرکزی و کارائیب) (۴ تیم) | مسابقات فوتبال زیر ۲۰ سال کونکاکاف ۲۰۲۵      | کوبا                | ۲ بار   | ۲۰۱۳    | ۲۰۱۳    | مرحله گروهی (۲۰۱۳)                          |
| کونکاکاف (آمریکای شمالی، مرکزی و کارائیب) (۴ تیم) | مسابقات فوتبال زیر ۲۰ سال کونکاکاف ۲۰۲۵      | مکزیک               | ۱۷ بار  | ۱۹۷۷    | ۲۰۱۹    | نایب قهرمان (۱۹۷۷)                          |
| کونکاکاف (آمریکای شمالی، مرکزی و کارائیب) (۴ تیم) | مسابقات فوتبال زیر ۲۰ سال کونکاکاف ۲۰۲۵      | پاناما              | ۷ بار   | ۲۰۰۳    | ۲۰۱۹    | دور ۱۶ (۲۰۱۹)                               |
| کونکاکاف (آمریکای شمالی، مرکزی و کارائیب) (۴ تیم) | مسابقات فوتبال زیر ۲۰ سال کونکاکاف ۲۰۲۵      | ایالات متحده آمریکا | ۱۸ بار  | ۱۹۸۱    | ۲۰۲۳    | مقام چهارم (۱۹۸۹)                           |
| کونمبول (آمریکای جنوبی) (میزبان + ۴ تیم)          | کشور میزبان                                  | شیلی                | ۷ بار   | ۱۹۸۷    | ۲۰۱۳    | مقام سوم (۲۰۰۷)                             |
| کونمبول (آمریکای جنوبی) (میزبان + ۴ تیم)          | مسابقات فوتبال زیر ۲۰ سال آمریکای جنوبی ۲۰۲۵ | آرژانتین            | ۱۸ بار  | ۱۹۷۹    | ۲۰۲۳    | قهرمان (۱۹۷۹, ۱۹۹۵, ۱۹۹۷, ۲۰۰۱, ۲۰۰۵, ۲۰۰۷) |
| کونمبول (آمریکای جنوبی) (میزبان + ۴ تیم)          | مسابقات فوتبال زیر ۲۰ سال آمریکای جنوبی ۲۰۲۵ | برزیل               | ۲۰ بار  | ۱۹۷۷    | ۲۰۲۳    | قهرمان (۱۹۸۳, ۱۹۸۵, ۱۹۹۳, ۲۰۰۳, ۲۰۱۱)       |
| کونمبول (آمریکای جنوبی) (میزبان + ۴ تیم)          | مسابقات فوتبال زیر ۲۰ سال آمریکای جنوبی ۲۰۲۵ | کلمبیا              | ۱۲ بار  | ۱۹۸۵    | ۲۰۲۳    | مقام سوم (۲۰۰۳)                             |
| کونمبول (آمریکای جنوبی) (میزبان + ۴ تیم)          | مسابقات فوتبال زیر ۲۰ سال آمریکای جنوبی ۲۰۲۵ | پاراگوئه            | ۱۰ بار  | ۱۹۷۷    | ۲۰۱۳    | مقام چهارم (۲۰۰۱)                           |
| ااف سی (اقیانوسیه) (۲ تیم)                        | مسابقات فوتبال زیر ۱۹ سال اقیانوسیه ۲۰۲۴     | کالدونیای جدید      | ۱ بار   | اولین   | اولین   | هیچ کدام                                    |
| ااف سی (اقیانوسیه) (۲ تیم)                        | مسابقات فوتبال زیر ۱۹ سال اقیانوسیه ۲۰۲۴     | نیوزیلند            | ۸ بار   | ۲۰۰۷    | ۲۰۲۳    | دور ۱۶ (۲۰۱۵, ۲۰۱۷, ۲۰۱۹, ۲۰۲۳)             |
| یوفا (اروپا) (۵ تیم)                              | جام ملت‌های اروپا فوتبال زیر ۱۹ سال ۲۰۲۴      | فرانسه              | ۹ بار   | ۱۹۷۷    | ۲۰۲۳    | قهرمان (۲۰۱۳)                               |
| یوفا (اروپا) (۵ تیم)                              | جام ملت‌های اروپا فوتبال زیر ۱۹ سال ۲۰۲۴      | ایتالیا             | ۹ بار   | ۱۹۷۷    | ۲۰۲۳    | نایب قهرمان (۲۰۲۳)                          |
| یوفا (اروپا) (۵ تیم)                              | جام ملت‌های اروپا فوتبال زیر ۱۹ سال ۲۰۲۴      | نروژ                | ۴ بار   | ۱۹۸۹    | ۲۰۱۹    | مرحله گروهی (۱۹۸۹, ۱۹۹۳, ۲۰۱۹)              |
| یوفا (اروپا) (۵ تیم)                              | جام ملت‌های اروپا فوتبال زیر ۱۹ سال ۲۰۲۴      | اسپانیا             | ۱۶ بار  | ۱۹۷۷    | ۲۰۱۳    | قهرمان (۱۹۹۹)                               |
| یوفا (اروپا) (۵ تیم)                              | جام ملت‌های اروپا فوتبال زیر ۱۹ سال ۲۰۲۴      | اوکراین             | ۵ بار   | ۲۰۰۱    | ۲۰۱۹    | قهرمان (۲۰۱۹)                               |

## گروه ها
همه زمان‌ها به وقت محلی شیلی (UTC–3) هستند.

### گروه A
| رتبه | تیم      | بازی | برد | مساوی | باخت | گل زده | گل خورده | گل تفاضل | امتیاز | صلاحیت                 |
| ---- | -------- | ---- | --- | ----- | ---- | ------ | -------- | -------- | ------ | ---------------------- |
| ۱    | شیلی (H) | ۰    | ۰   | ۰     | ۰    | ۰      | ۰        | ۰        | ۰      | مرحله حذفی             |
| ۲    | A2       | ۰    | ۰   | ۰     | ۰    | ۰      | ۰        | ۰        | ۰      | مرحله حذفی             |
| ۳    | A3       | ۰    | ۰   | ۰     | ۰    | ۰      | ۰        | ۰        | ۰      | ممکن است در مرحله حذفی |
| ۴    | A4       | ۰    | ۰   | ۰     | ۰    | ۰      | ۰        | ۰        | ۰      |                        |

### گروه B
| رتبه | تیم | بازی | برد | مساوی | باخت | گل زده | گل خورده | گل تفاضل | امتیاز | صلاحیت                 |
| ---- | --- | ---- | --- | ----- | ---- | ------ | -------- | -------- | ------ | ---------------------- |
| ۱    | B1  | ۰    | ۰   | ۰     | ۰    | ۰      | ۰        | ۰        | ۰      | مرحله حذفی             |
| ۲    | B2  | ۰    | ۰   | ۰     | ۰    | ۰      | ۰        | ۰        | ۰      | مرحله حذفی             |
| ۳    | B3  | ۰    | ۰   | ۰     | ۰    | ۰      | ۰        | ۰        | ۰      | ممکن است در مرحله حذفی |
| ۴    | B4  | ۰    | ۰   | ۰     | ۰    | ۰      | ۰        | ۰        | ۰      |                        |

### گروه C
| رتبه | تیم | بازی | برد | مساوی | باخت | گل زده | گل خورده | گل تفاضل | امتیاز | صلاحیت                 |
| ---- | --- | ---- | --- | ----- | ---- | ------ | -------- | -------- | ------ | ---------------------- |
| ۱    | C1  | ۰    | ۰   | ۰     | ۰    | ۰      | ۰        | ۰        | ۰      | مرحله حذفی             |
| ۲    | C2  | ۰    | ۰   | ۰     | ۰    | ۰      | ۰        | ۰        | ۰      | مرحله حذفی             |
| ۳    | C3  | ۰    | ۰   | ۰     | ۰    | ۰      | ۰        | ۰        | ۰      | ممکن است در مرحله حذفی |
| ۴    | C4  | ۰    | ۰   | ۰     | ۰    | ۰      | ۰        | ۰        | ۰      |                        |

### گروه D
| رتبه | تیم | بازی | برد | مساوی | باخت | گل زده | گل خورده | گل تفاضل | امتیاز | صلاحیت                 |
| ---- | --- | ---- | --- | ----- | ---- | ------ | -------- | -------- | ------ | ---------------------- |
| ۱    | D1  | ۰    | ۰   | ۰     | ۰    | ۰      | ۰        | ۰        | ۰      | مرحله حذفی             |
| ۲    | D2  | ۰    | ۰   | ۰     | ۰    | ۰      | ۰        | ۰        | ۰      | مرحله حذفی             |
| ۳    | D3  | ۰    | ۰   | ۰     | ۰    | ۰      | ۰        | ۰        | ۰      | ممکن است در مرحله حذفی |
| ۴    | D4  | ۰    | ۰   | ۰     | ۰    | ۰      | ۰        | ۰        | ۰      |                        |

### گروه E
| رتبه | تیم | بازی | برد | مساوی | باخت | گل زده | گل خورده | گل تفاضل | امتیاز | صلاحیت                 |
| ---- | --- | ---- | --- | ----- | ---- | ------ | -------- | -------- | ------ | ---------------------- |
| ۱    | E1  | ۰    | ۰   | ۰     | ۰    | ۰      | ۰        | ۰        | ۰      | مرحله حذفی             |
| ۲    | E2  | ۰    | ۰   | ۰     | ۰    | ۰      | ۰        | ۰        | ۰      | مرحله حذفی             |
| ۳    | E3  | ۰    | ۰   | ۰     | ۰    | ۰      | ۰        | ۰        | ۰      | ممکن است در مرحله حذفی |
| ۴    | E4  | ۰    | ۰   | ۰     | ۰    | ۰      | ۰        | ۰        | ۰      |                        |

### گروه F
| رتبه | تیم | بازی | برد | مساوی | باخت | گل زده | گل خورده | گل تفاضل | امتیاز | صلاحیت                 |
| ---- | --- | ---- | --- | ----- | ---- | ------ | -------- | -------- | ------ | ---------------------- |
| ۱    | F1  | ۰    | ۰   | ۰     | ۰    | ۰      | ۰        | ۰        | ۰      | مرحله حذفی             |
| ۲    | F2  | ۰    | ۰   | ۰     | ۰    | ۰      | ۰        | ۰        | ۰      | مرحله حذفی             |
| ۳    | F3  | ۰    | ۰   | ۰     | ۰    | ۰      | ۰        | ۰        | ۰      | ممکن است در مرحله حذفی |
| ۴    | F4  | ۰    | ۰   | ۰     | ۰    | ۰      | ۰        | ۰        | ۰      |                        |

### رتبه بندی تیم های سوم
چهار تیم برتر رتبه سوم از شش گروه به همراه تیم های اول و دوم شش گروه به مرحله حذفی راه پیدا می کنند.

| رتبه | گروه | تیم                   | بازی | برد | مساوی | باخت | گل زده | گل خورده | گل تفاضل | امتیاز | صلاحیت     |
| ---- | ---- | --------------------- | ---- | --- | ----- | ---- | ------ | -------- | -------- | ------ | ---------- |
| ۱    | A    | بهترین تیم سوم گروه A | ۰    | ۰   | ۰     | ۰    | ۰      | ۰        | ۰        | ۰      | مرحله حذفی |
| ۲    | B    | بهترین تیم سوم گروه B | ۰    | ۰   | ۰     | ۰    | ۰      | ۰        | ۰        | ۰      | مرحله حذفی |
| ۳    | C    | بهترین تیم سوم گروه C | ۰    | ۰   | ۰     | ۰    | ۰      | ۰        | ۰        | ۰      | مرحله حذفی |
| ۴    | D    | بهترین تیم سوم گروه D | ۰    | ۰   | ۰     | ۰    | ۰      | ۰        | ۰        | ۰      | مرحله حذفی |
| ۵    | E    | بهترین تیم سوم گروه E | ۰    | ۰   | ۰     | ۰    | ۰      | ۰        | ۰        | ۰      |            |
| ۶    | F    | بهترین تیم سوم گروه F | ۰    | ۰   | ۰     | ۰    | ۰      | ۰        | ۰        | ۰      |            |